# Лейден-стрит
Лейден-стрит (англ. Leyden Street, ранее встречалось Leiden Street) ― улица в Плимуте, штат Массачусетс. Была построена в 1620 году отцами-пилигримами. Считается самой старой улицей британских колоний в Северной Америке.
Прежние названия улицы ― Фёрст-стрит (англ. First Street, букв. Первая улица), Грейт-стрит (англ. Great Street, Великая улица) и Брод-стрит (англ. Broad Street, Широкая улица).

## История
Пилигримы начали прокладывать улицу в 1620 году ― после высадки из корабля «Мейфлауэр» недалеко от Плимутской скалы. Первые поселенцы строили свои дома на территории от берега моря до основания Погребального холма (англ. Burial Hill), где первоначально находилось здание форта, а сейчас располагаются кладбище и Первая приходская церковь (англ. First Parish Church) постройки 1899 года.
К улице примыкал ручей, который снабжал питьевой водой первых поселенцев. На Фёрст-стрит жили губернатор Плимута Уильям Брэдфорд, доктор Сэмюэл Фуллер, Питер Браун и многие другие. Некоторые пилигримы называли улицу просто «The Street».
В 1823 году улица была переименована в Лейден-стрит ― в честь города Лейден в Нидерландах, который давал убежище пуританам перед отплытием в Америку. Лейден-стрит в том виде, в каком она выглядела в 1627 году, была воссоздана на Плимутской плантации.

## Галерея

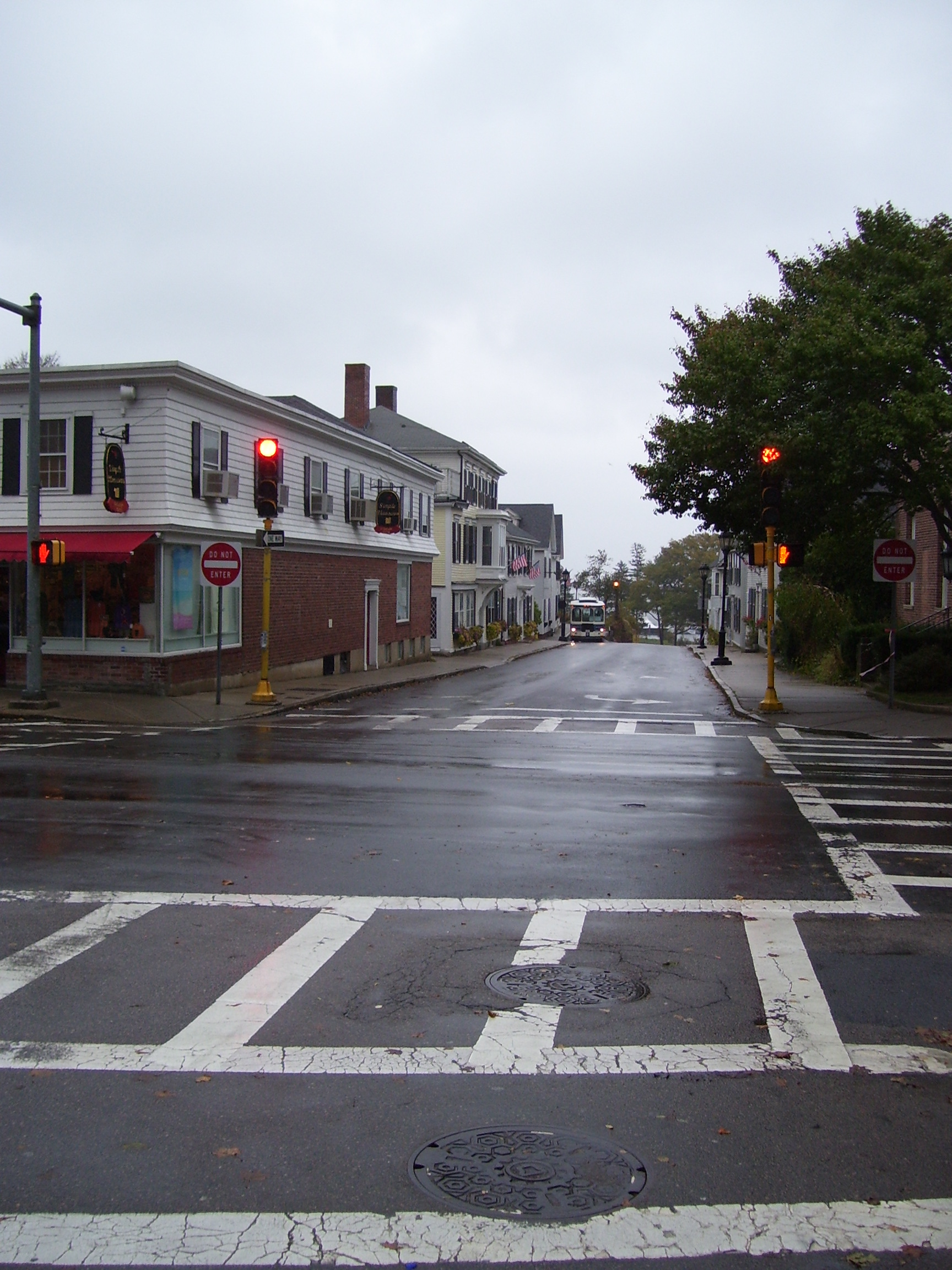
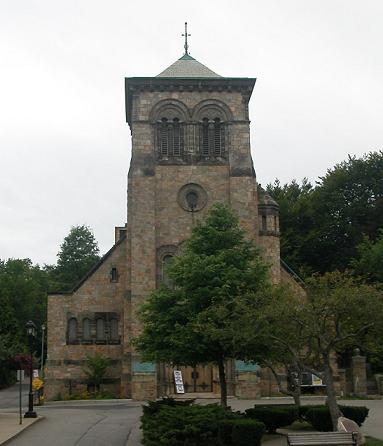
Церковь
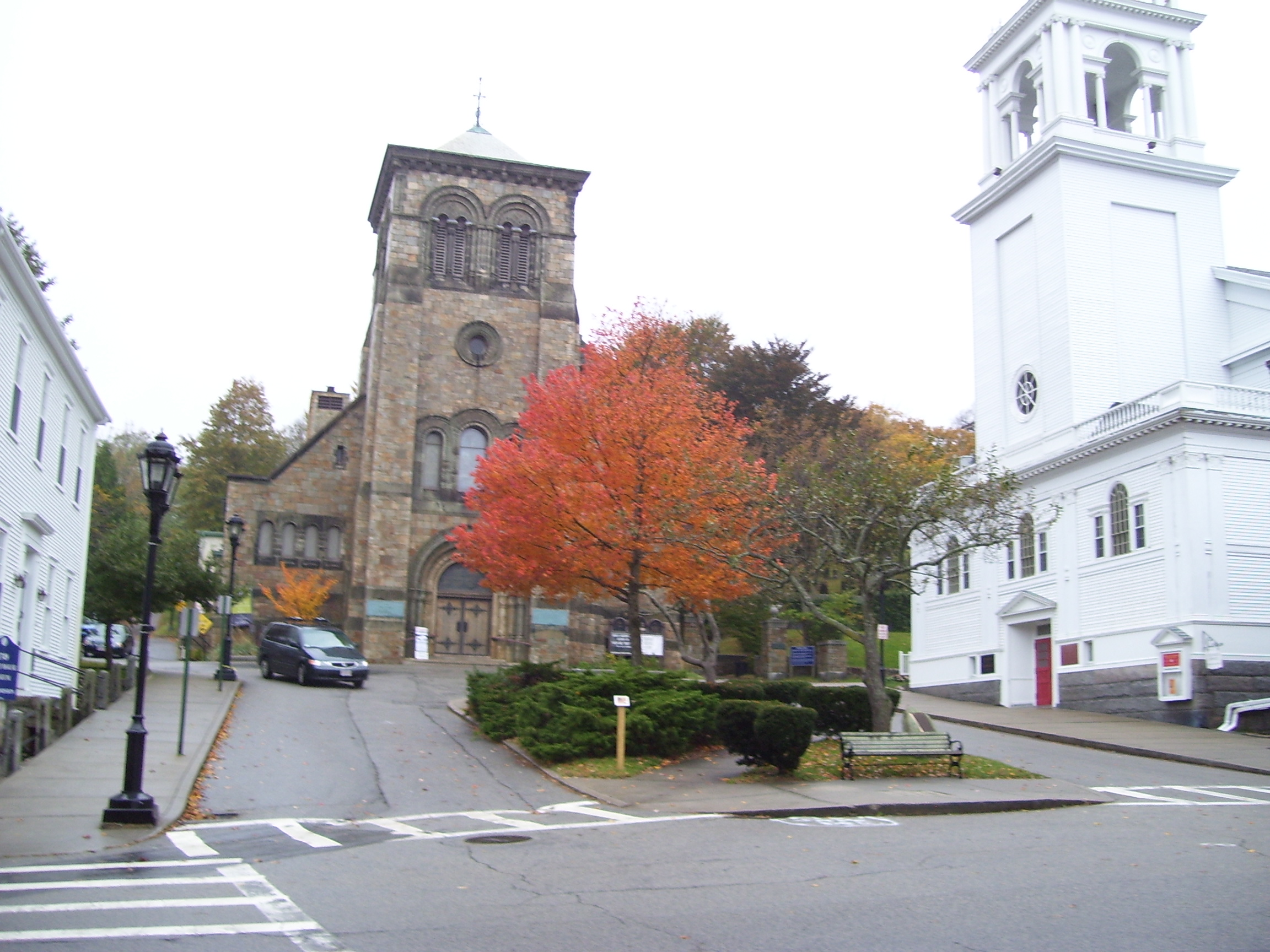
Церковь
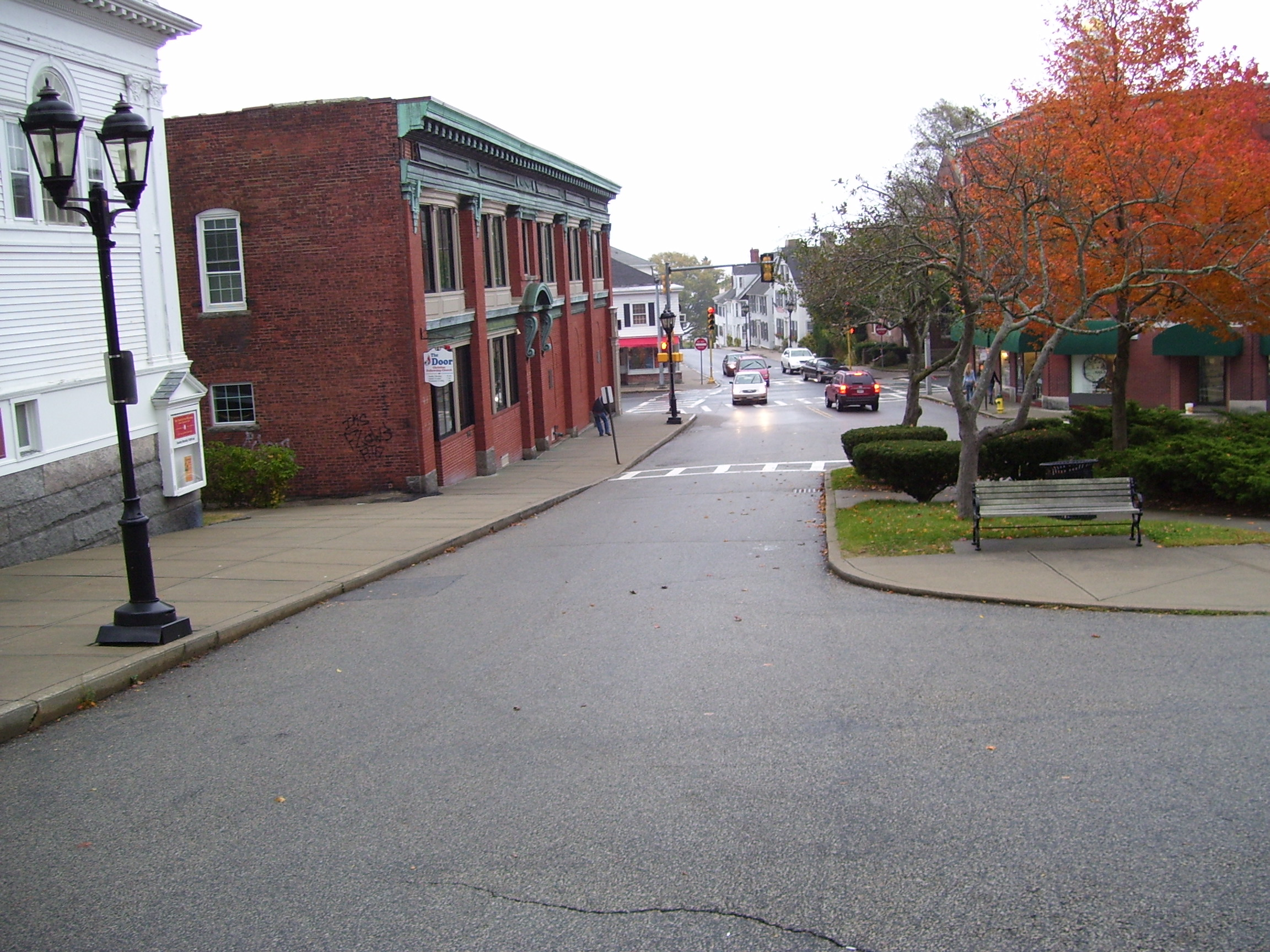
Вид на улицу с Погребального холма
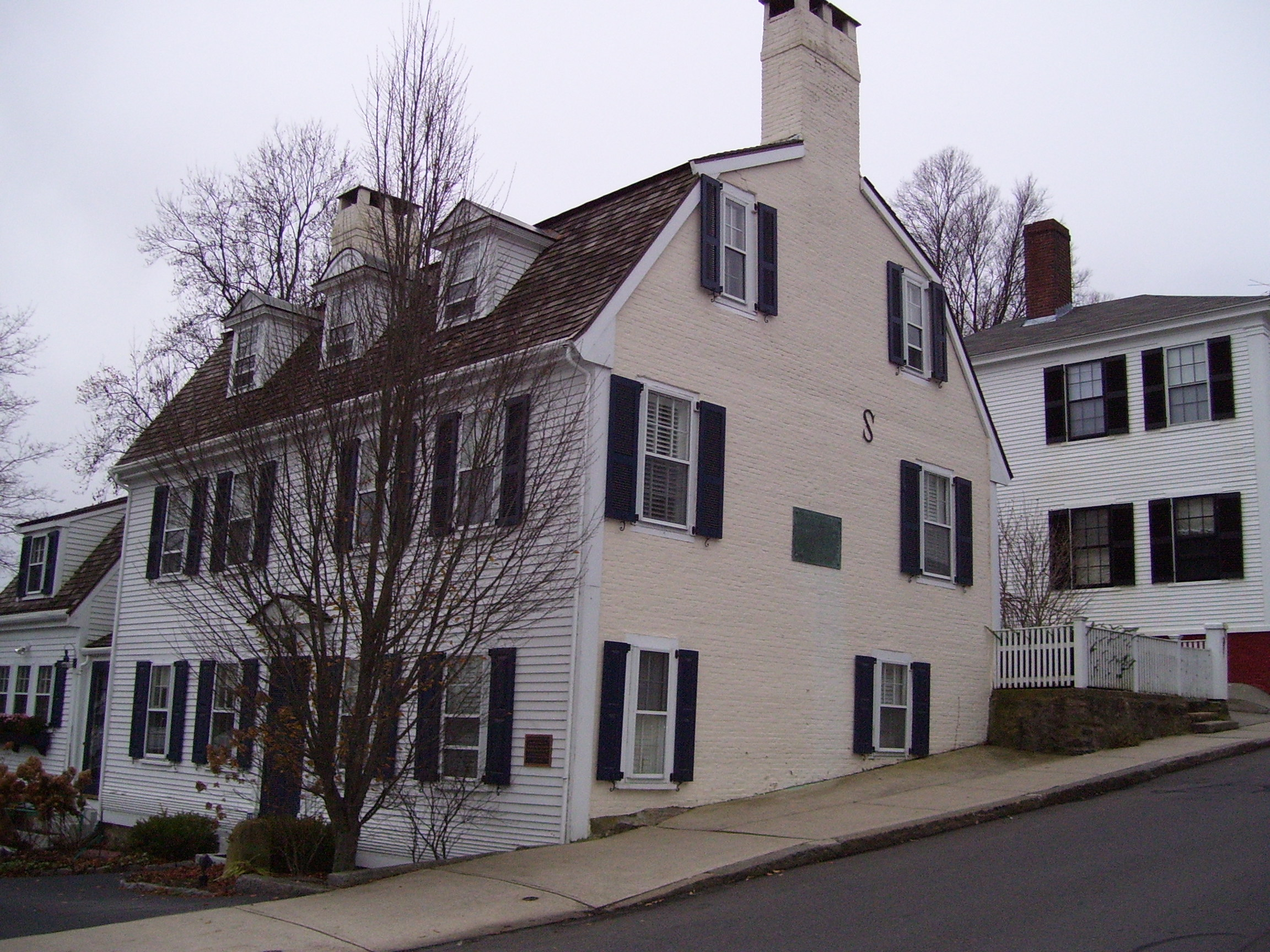
Таунхаус
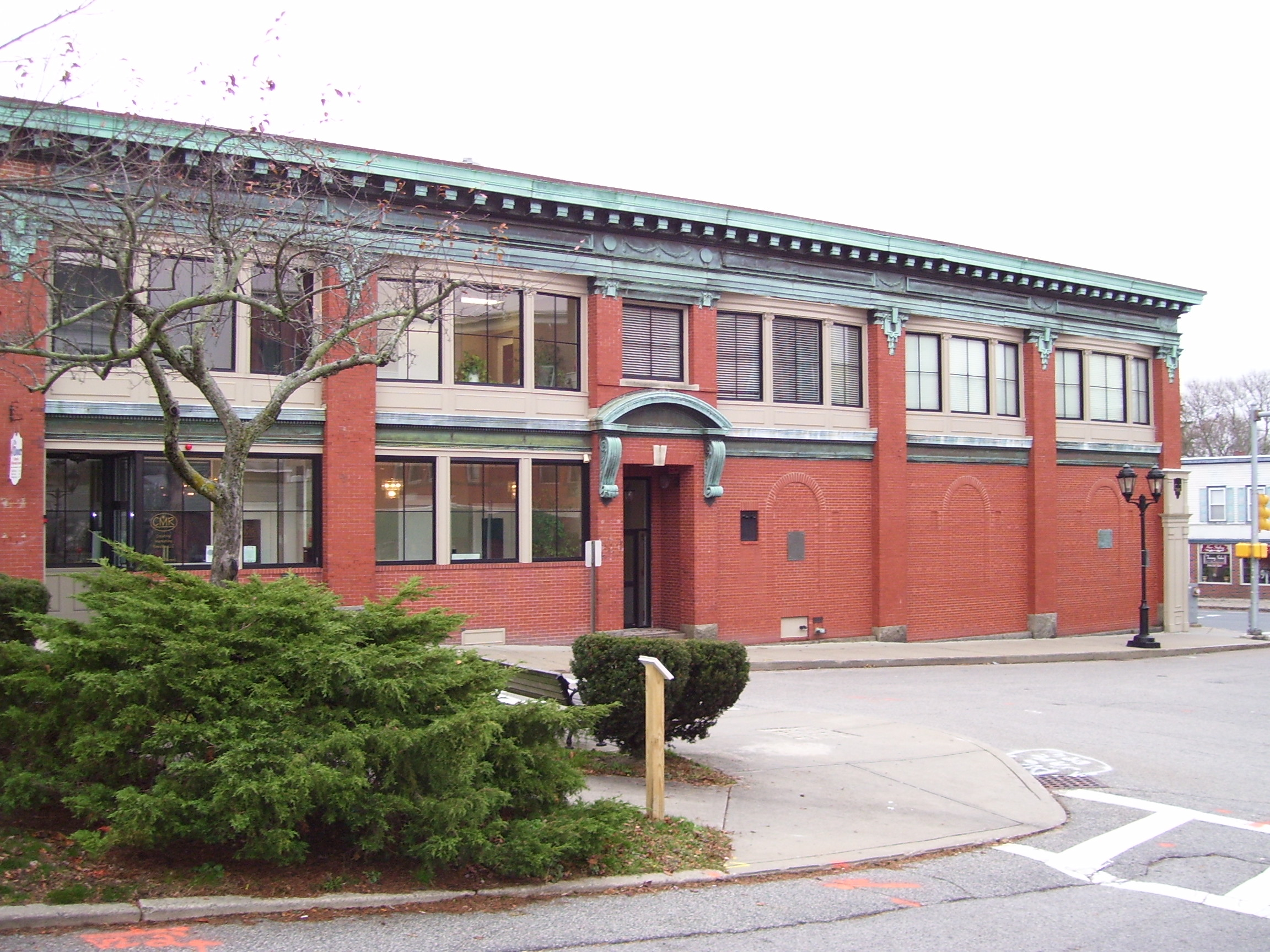
Дом Уильяма Брэдфорда